# Asa'pili
Asa'pili é uma linguagem planejada por  P.M. em sua obra bolo'bolo. Ė um conjunto de referenciais simbólicos criados com vistas para transformação social, termos e preceitos a serem partilhados por uma possível "comunidade global de comunidades" (ou bolo'bolo).
| Símbolo         | Pronunciação | Significado |
| --------------- | ------------ | --- |
| Símbolo de ibu  | ibu          | "pessoa, indivíduo" |
| Símbolo de bolo | bolo         | "comunidade, agrupamento, tribo" (unidade autônoma social básica formada por 300 a 500 pessoas) |
| Símbolo de sila | sila         | "hospitalidade, tolerância, mutualidade" (incluindo os direitos pessoais taku, yalu, gano, bete, fasi, nima, yaka, and nugo) |
| Símbolo de taku | taku         | "propriedade pessoal, segredo" (cada pessoa tem por direito manter um baú de armazenagem de seus bens pessoais; tudo que não seja de caráter comunal) |
| Símbolo de kana | kana         | "coletivo, grupo de ação, família, gangue" (algo como uma unidade grupal de 15 a 30 pessoas no interior de um bolo) |
| Símbolo de nima | nima         | "modo de vida, tradição, cultura" (também, o direito de praticar e defender um modo de vida específico sem estabelecer relações de dominação a outras pessoas e coletivos)                                                                                     |
| Símbolo de kodu | kodu         | "agricultura, natureza, sustentabilidade" (predominantemente local — muitos bolos dispõem de auto-suficiência com relação a produção de alimentos) |
| Símbolo de yalu | yalu         | "alimento, culinária, refeição, ceia" (predominantemente preparado em unidades maiores que kana a partir da produção local) |
| Símbolo de sibi | sibi         | "laboriosidade, arte, industria" (orientada em torno de habilidades artesanais, geralmente sem assumir um caráter de produção em massa, preferencialmente com relações de sociabilidade entre aqueles que produzem e aqueles que utilizam os bens produzidos). |
| Símbolo de pali | pali         | "energia, combustível" (busca pela auto-suficiência energética reduzindo através da tecnologia a necessidade de auto-consumo de recursos) |
| Símbolo de suvu | suvu         | "água, suprimento de água, poços, sistemas hídricos (irrigação e tratamento de esgoto)" |
| Símbolo de gano | gano         | "casa, edificação, construção" (casas familiares isoladas são substituídas por prédios integra]dos onde coabitam kanas ou mesmo bolos) |
| Símbolo de bete | bete         | "medicina, saúde" |
| Símbolo de nugo | nugo         | "morte, pírula da morte, eutanásia" (todo ibu tem o direito de cometer suicídio caso assim tenha decidido, ou requisitar auxílio para morrer caso seja incapaz de fazê-lo por si próprio).                                                                     |
| Símbolo de pili | pili         | "comunicação, educação, linguagem, mídia" (meios de educação descentralizados, formas de educação comunitárias pensadas conforme nima e interesses de cada ibu.)                                                                                               |
| Símbolo de kene | kene         | "trabalho comunal, mutirão" (iniciativas localizadas para mobilizar trabalho para dar conta das tarefas públicas necessárias) |
| Símbolo de tega | tega         | "região, cidade" (agrupamento autogerido de dez a doze bolos) |
| Símbolo de dala | dala         | "conselho, assembléia" (fórum de diálogo e definição de tarefas conjuntas maiores que um único bolo) |
| Símbolo de dudi | dudi         | "estrangeiro, observador" (pessoas de tegas distintos que participam em dalas) |
| Símbolo de vudo | vudo         | "área ampla de troca ou bioregião" (em torno de 400 bolos) |
| Símbolo de sumi | sumi         | "região, área lingüística, ilha" (em torno de vinte ou trinta vudos, a "maior unidade prática") |
| Símbolo de asa  | asa          | "terra, mundo" |
| Símbolo de buni | buni         | "dádiva, presente" (a doação informal de bens a serem integrados em um circuito ou rede de doações mais ampla) |
| Símbolo de mafa | mafa         | "depósito, silo, armazém" (reservas organizadas de itens básicos em caso de necessidade coletiva ou individual) |
| Símbolo de feno | feno         | "acordo de negócios, relação de troca" (mais estritamente recíproco que presentes) |
| Símbolo de sadi | sadi         | "mercado, feira" (acordos comerciais para itens de alto-valor e bens inexistentes localmente, possui um papel limitado se comparado a toda economia) |
| Símbolo de fasi | fasi         | "viagem, transporte, trafico, nomadismo" (o direito de viajar a qualquer lugar a que se deseje; direito de deixar o 'bolo' sempre que descontente) |
| Símbolo de yaka | yaka         | "discussão, conflito, guerra, duelo" (o direito de desafiar outros indivíduos e comunidades para um duelo ou enfrentamento sob os termos estritamente especificados)                                                                                           |
|                 | munu         | "reputação" (mais importante que dinheiro na capacidade de cooperar produtivamente com outros.) |

Todos estes termos (exceto munu) possuem um correspondente em glifos abstratos, para que os conceitos possam ser representados visualmente independente dos sistemas de escrita específicos. Estas palavras podem ser combinadas em composições (com dois elementos separados por uma apóstrofe, nesse sentido asa'pili significa "linguagem mundo", fasi'ibu significa "viajante", vudo'dala significa "ampla assembléia", etc. Duas vezes um mesmo termo possui também sentido relacional abrangente, assim bolo'bolo significa "todos os bolos, o sistema dos bolos".